# Ivana Mifka
Ivana Mifka oder Ivana Mifková, geborene Ivana Bramborová (* 11. April 1985 in Žiar nad Hronom), ist eine ehemalige slowakische Volleyballspielerin und jetzige -trainerin.

## Karriere

### Vereinskarriere
Ivana Mifka begann mit dem Volleyball in ihrer Heimatstadt Žiar nad Hronom und spielte für den heimischen MŠK Žiar nad Hronom in der Extraliga, der höchsten Liga im slowakischen Frauenvolleyball. Nachdem sie ihre schulische Laufbahn beendet hatte, wechselte sie zur Saison 2005/06 zum OMS Senica. In den zwei Spielzeiten mit der Mannschaft sicherte sie zweimal die slowakische Meisterschaft und einmal den Pokal sowie zweimal den Sieg in der MEVZA-Liga. Während ihrer Zeit beim OMS Senica bekam sie aber auch die Möglichkeit für einige Monate in die USA zugehen und in Idaho Volleyball zuspielen. Zur Saison 2007/08 wechselte sie ins Ausland und schloss sich in Slowenien den TPV Volley Novo Mesto an. Nach nur einer Saison verließ sie den Verein wieder und schloss sich in Tschechien den Spitzenklub VK Modranská Prostějov. Für den Verein aus Nordmähren spielte sie insgesamt drei Spielzeiten und gewann in dieser Zeit jeweils dreimal die Meisterschaft und den Pokal sowie einmal die MEVZA-Liga.
Zur Saison 2011/12 wechselte sie nach Italien und spielte dort jeweils eine Saison für Pallavolo Villanterio, Igor Gorgonzola Novara und River Volley Piacenza. Während sie mit der Mannschaft von Novara In der Saison 2012/13 die Meisterschaft in der zweithöchsten Spielklasse, der Serie A2, gewinnen konnte, sicherte sie sich in der Saison 2013/14 mit der Mannschaft von River Volley das Tripple aus Supercup, Pokal und Meisterschaft. Sie ist damit zudem die erste slowakische Volleyballerin, welche in Italien die Meisterschaft gewinnen konnte. Zur Saison 2014/15 wechselte sie nach Griechenland zur Frauenvolleyballmannschaft von Olympiakos SFP und konnte mit der Mannschaft das Triple aus Supercup, Pokal und Meisterschaft gewinnen. Danach unterbrach sie ihre Karriere zuerst aufgrund einer Operation an der Hüfte und später aufgrund ihrer Schwangerschaft. Anfang des Jahres 2017 schloss sie sich bis zum Saisonende den tschechischen Verein VK UP Olomouc an und konnte mit ihrem neuen Team noch einmal tschechischer Pokalsieger werden. In der Meisterschaft verpasste man hinter ihren Ex-Klub aus Prostějov die Meisterschaft. Nach dieser kurzen Rückkehr beendete sie ihre Karriere.
In der Zwischenzeit ist Ivana Mifka als Trainerin in der Damenabteilung von Jihostroj České Budějovice tätig, wo auch ihr Ehemann Robert Mifka als Geschäftsführer tätig ist.

### Nationalmannschaftskarriere
Unter ihrem Mädchennamen Ivana Bramborová absolvierte sie insgesamt 79 Länderspiele für die Slowakei und nahm sowohl 2007 als auch 2009 an der Volleyball-Europameisterschaft teil.